# Shell Eco-Marathon
Der Shell Eco-Marathon (SEM) ist ein Wettkampf um das am wenigsten Energie verbrauchende Fahrzeug der Welt. Der Wettbewerb wird in verschiedenen Regionen der Welt ausgetragen und von der Firma Shell organisiert. Auf einem Kurs von ca. 25 Kilometern Länge gilt es, mit einem Verbrennerfahrzeug oder einem elektrischen Fahrzeug so wenig Kraftstoffäquivalent zu verbrauchen wie möglich. Jedoch sind Fahrzeuge mit Muskelkraft im Antrieb, z. B. Liegeräder, E-Bikes oder Lastenräder mit e-Motor-Unterstützung, nicht vorgesehen.

## Geschichte
Die Geschichte des Rennens geht auf eine Wette zurück, die Wissenschaftler der Firma Shell im Jahre 1939 schlossen. Inhalt der Wette war zu ermitteln, wie weit man mit einer Gallone Treibstoff das eigene Fahrzeug fahren könne.
1985 wurde der SEM in seiner gegenwärtigen Form erstmals in Frankreich ausgetragen. Jährlich Wettkämpfe fanden auf dem Rockingham Motor Speedway (Großbritannien, Shell Eco-marathon UK), dem Auto Club Speedway (Vereinigte Staaten von Amerika, Shell Eco-marathon Americas) und dem EuroSpeedway Lausitz (Deutschland, Shell Eco-marathon Europe) statt. Bis zum Jahr 2008 fand der europäische Wettbewerb auf dem Circuit Paul Armagnac in Frankreich statt. Im Jahr 2012 wurde er in Rotterdam ausgetragen. 2017 fanden drei Wettbewerbe verteilt über die Welt statt: Der Shell Eco-marathon Asia wurde in Singapur ausgetragen, der Shell Eco-marathon Americas in Detroit und der Shell Eco-marathon Europe in London. Dazu kommen noch mehrere Challenger-Events die auch auf der Welt verteilt stattfinden.

## Fahrzeuge
Die Fahrzeuge werden mit dem Ziel konstruiert, bei der Fahrt so wenig Energie wie möglich zu verbrauchen. Dabei werden stromlinienförmige Karosserien und Leichtbauweise eingesetzt. So werden spezielle Materialien wie Kohlenstofffasern, Teflon, hochfestes Aluminium oder Holz verwendet. Da die Wind-Angriffsfläche einen entscheidenden Einfluss auf den Luftwiderstand hat, sind die Fahrzeuge sehr klein und in der Prototypenklasse für eine Person ohne Gepäck geeignet. In der Klasse UrbanConcept sind auch Eigenschaften gefordert, die im Straßenverkehr erforderlich sind.
Bezüglich der Energieart werden die Fahrzeuge in Verbrenner und elektrische Fahrzeuge unterteilt:
Zur Kategorie der Verbrennungsmotoren gehören
- Superbenzin,
- Diesel,
- synthetischer Kraftstoff (GtL),
- Biodiesel (FAME) und
- Ethanol E100 (100 % Ethanol).

Zur Kategorie Elektromobilität gehören
- Photovoltaik (bis 2015),
- Wasserstoff (Brennstoffzelle) und
- Akkumulator (ab 2011).

Seit Jahr 2018 gibt es autonome Kategorie, in der eine Strecke einmal komplett autonom abgefahren werden muss. Auch hier spielt der Verbrauch eine Rolle.

## Regeln
Hupe, Rückspiegel und Sicherheitsgurt sind in der Kategorie Urban Concept ebenso vorgeschrieben wie Feuerlöscher und Überrollbügel. Die maximale Breite der Fahrzeuge ist auf 1,3 m begrenzt, wobei das Verhältnis zwischen Höhe und Breite 1,25 nicht überschreiten darf. Beim Design und der Materialverwendung der Fahrzeuge gibt es keine Einschränkungen.
Beim Shell Eco-Marathon ist es das Ziel, mit möglichst wenig Energie eine möglichst große Strecke zu fahren. Jedes Fahrzeug muss eine 25 Kilometer lange Strecke in maximal 50 Minuten absolvieren (das entspricht einer Durchschnittsgeschwindigkeit von mindestens 30 km/h). Während dieser Fahrt wird der Verbrauch an Treibstoff gemessen. Um die Ergebnisse der verschiedenen Kategorien vergleichbar zu machen, wird berechnet, wie viel (Milli-)Liter Super-Benzin die gleiche Energiemenge enthalten wie der verbrauchte Treibstoff. Schließlich wird hochgerechnet, wie viele Kilometer das Fahrzeug mit der Energiemenge eines ganzen Liter Super-Benzins theoretisch zurücklegen könnte.
Zum Vergleich zwischen elektrisch angetriebenen und treibstoffgetriebenen Fahrzeugen werden die benötigten Treibstoffmengen in Litern oder Energiemengen in kWh in die andere Einheit umgerechnet.

## Rekorde

### Superbenzin
Urban Concept: Die DTU Roadrunners der TU Dänemark erzielten 2012 611,1 km/l – eine Steigerung von 102,1 km/l zum alten Rekord.

### Synthetischer Kraftstoff (GtL+E100)
Prototype: Hier kam das niederländische MAC Eco Team 2012 mit einem GtL-Antrieb (Gas-to-Liquid) auf 416,3 km/l, ein Rekord-Zuwachs um 138 km zum alten Rekord.

### Akkumulator
Prototype: 2014 wurde vom Team TERA TU Graz ein neuer Rekord aufgestellt mit 1091,6 km/kWh.
Urban Concept: Hier kam das französische Team Electricar Solutions 2012 auf eine Reichweite von 262,6 km/kWh – eine Steigerung um 29,6 km/kWh zum alten Rekord.

### Wasserstoff (Brennstoffzelle)
Prototype: Der aktuelle Rekord für Prototypen wurde 2010 mit 4896 km/l vom Team der Hochschule Polytech Nantes mit dem Brennstoffzellenfahrzeug Polyjoule aufgestellt – eine Steigerung um 1060 km/l zum alten Rekord.

## Auswahl bisher teilnehmender Teams
- ThaiGer-H2-Racing Team (Hochschule Stralsund)
- Mobileo (Leo-Sympher-Berufskolleg Minden)
- Hydro2Motion (Hochschule München)
- TERA TU Graz (Technische Universität Graz)
- econia Team Vorarlberg (Fachhochschule Vorarlberg)[9]
- TUfast Eco Team (TU München)
- THM Motorsport Team Efficiency (Technische Hochschule Mittelhessen)
- Team Green
- Association TIM[10] (INSA Toulouse, Université Paul Sabatier …)
- Team Lausitz Dynamics (Hochschule Lausitz)
- Microjoule
- Eco-Runner Team Delft
- Trinity School Racing
- Aemval
- Team RuppinJet
- PAC-Car II, ETH Zürich
- Team Schluckspecht
- Team proTRon (Fachhochschule Trier)
- Fortis Saxonia (TU Chemnitz)
- ecoemotion (Hochschule Merseburg)
- MASH (MArathon SHell)
- Hanseatic Racing Organisation (Universität Rostock)
- Friedrich Dessauer Schule Limburg (Team Carpe Diem)
- Team NAOB (Nicolaus August Otto Berufskolleg Köln)

## Rennergebnisse 2015
(Quelle: )

### Prototyp: Wasserstoff (Brennstoffzelle)
| Rang | Teamnr. | Teamname                     | Land        | Team                              | Ergebnis (km/m³) | Bild                          |
| ---- | ------- | ---------------------------- | ----------- | --------------------------------- | ---------------- | ----------------------------- |
| 1    | 202     | Eco-Runner Team Delft        | Niederlande | Delft University Of Technology    | 1227,5           |                               |
| 2    | 201     | Team H2A                     | Niederlande | Hogeschool Van Amsterdam          | 762,8            |                               |
| 3    | 215     | Hydro2Motion                 | Deutschland | Hochschule München                | 603,4            | Team Hydro2Motion, Fzg: Homer |
| 4    | 206     | ThaiGer-H2-Racing Stralsund  | Deutschland | Hochschule Stralsund              | 599,8            |                               |
| 5    | 208     | Team NAOB                    | Deutschland | Nicolaus August Otto Berufskolleg | 350,4            |                               |
| 6    | 204     | H2politO – molecole da corsa | Italien     | Politecnico Di Torino             | 328,8            |                               |
| 7    | 219     | Team Hidroana                | Türkei      | Anadolu University                | 297,6            |                               |
| 8    | 209     | ECAM Shell Eco-Marathon      | Frankreich  | ECAM Lyon                         | 297,5            |                               |

## Kritik
Der Firma Shell wird immer wieder vorgeworfen, nicht an den neuen Technologien interessiert zu sein, die dieser Wettbewerb zum Vorschein bringt, sondern den Wettbewerb als Marketing-Instrument einzusetzen. Unterstützt werden diese Argumente dadurch, dass der Eco-Marathon keinen Wert darauf legt, dass die Fahrzeuge in der Prototypenklasse alltagstauglich sind. Auch das Abschalten des Motors nach Erreichen der höchsten Geschwindigkeit weicht von der Praxis ab. Weiter ist die Unterstützung durch Muskelkraft im Antrieb – die ebenfalls Kraftstoff einsparen kann – nicht gewünscht.

## Live-Übertragungen
Studenten der Fakultät Medien und Informationswesen der Hochschule Offenburg übertragen den Shell Eco-Marathon seit 2008 live im Internet.